# Nevolice
Nevolice är en ort i Tjeckien.   Den ligger i regionen Plzeň, i den västra delen av landet, 130 km sydväst om huvudstaden Prag. Nevolice ligger 471 meter över havet och antalet invånare är 164.
Terrängen runt Nevolice är platt åt nordost, men åt sydväst är den kuperad.Runt Nevolice är det ganska glesbefolkat, med 47 invånare per kvadratkilometer. Närmaste större samhälle är Domažlice, 2,2 km norr om Nevolice. I omgivningarna runt Nevolice växer i huvudsak blandskog.